# Chingle Hall

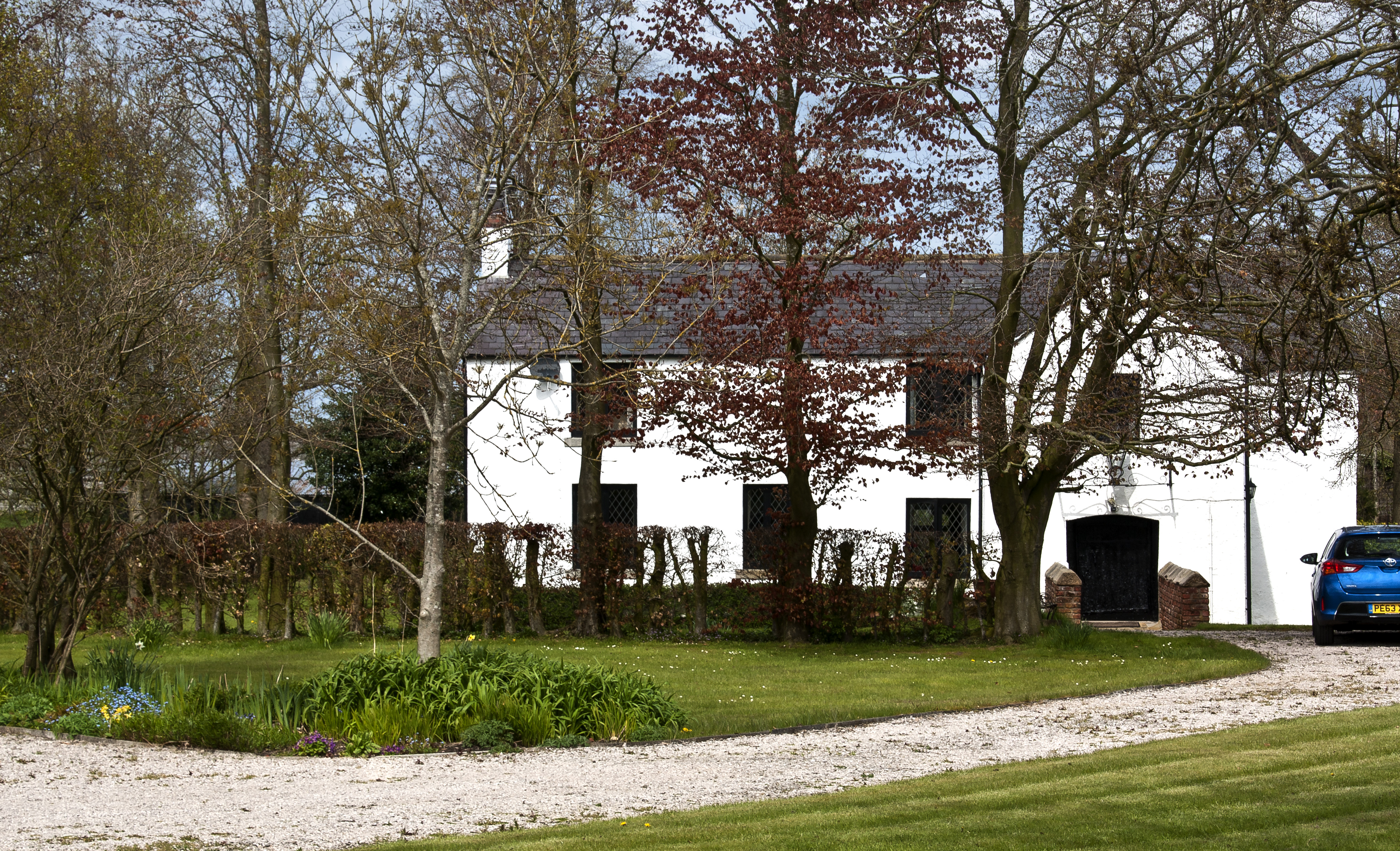
Chingle Hall

Chingle Hall – posiadłość w hrabstwie Lancashire (Anglia). Uważany przez zwolenników istnienia zjawisk paranoralnych za jeden z najbardziej nawiedzonych budynków w Anglii.
Posiadłość została zbudowana w 1260 przez Adama de Singleton. W XVII w. chronili się w niej katoliccy księża.
Badania zjawisk zachodzących w Chingle Hall są prowadzone od 1980. W 1996 przez 4 dni przebywało tutaj 16 badaczy wyposażonych w kamery, mikrofony oraz termometry. Jedna z sesji okazała się owocna: badacze poczuli spadek temperatury (co zdarza się, gdy pojawiają się zjawy), jednak termometry nie wskazały zmian; nagrano dźwięki, przypominające chór dziecięcy; poczuto silny zapach lawendy; sfilmowano słynne niebieskie światła.